# Hemerobius radialis
Hemerobius radialis is een insect uit de familie van de bruine gaasvliegen (Hemerobiidae), die tot de orde netvleugeligen (Neuroptera) behoort. 
Hemerobius radialis is voor het eerst wetenschappelijk beschreven door Nakahara in 1956.